# Фокино (Белозерский район)
Фокино — деревня в Белозерском районе Вологодской области.
Входит в состав Глушковского сельского поселения, с точки зрения административно-территориального деления — в Глушковский сельсовет.
Расстояние по автодороге до районного центра Белозерска составляет 16 км, до центра муниципального образования деревни Глушково — 10 км. Ближайшие населённые пункты — Тимонино, Филино, Харшино.
Население по данным переписи 2002 года — 1 человек.